# The Future
The Future – dziewiąty album studyjny Leonarda Cohena, wydany w listopadzie 1992. Jest to jeden z najpopularniejszych albumów Cohena i uważany za płytę - ścieżkę dźwiękową. Prawie każda piosenka z tego albumu została wykorzystania w ważniejszym Hollywoodzkim filmie. Płyta ta była również nazywana "Piękną Apokalipsą".
Utwory "The Future", "Waiting for the Miracle" i "Anthem" zostały wykorzystane w kontrowersyjnym filmie Olivera Stone'a Urodzeni mordercy. Piosenki z tej płyty pojawiły się też w filmach Cudowni Chłopcy oraz Życie Davida Gale'a.
Utwory na tym albumie są bardzo zróżnicowane. Od refrenu chóru gospel ("The Future") poprzez balladę graną na syntezatorach ("Waiting for the Miracle"), pop-country ("Closing Time"), rytmy marszowe staccato ("Democracy"), aż po utwór całkowicie instrumentalny ("Tacoma Trailer"). "Tacoma Trailer" jest jednym z dwóch utworów instrumentalnych w całej dyskografii Leonarda Cohena. Drugi to "Improvisation" z Live Songs.
Był to ostatni album Cohena który został nagrany analogowo, a utwory zostały zdigitalizowane po etapie miksowania.
W Wielkiej Brytanii ten album stał się srebrny, a w Kanadzie podwójnie platynowy.

## Lista utworów
| # | Tytuł                     | Kompozytor                     | Producent                        | Czas |
| - | ------------------------- | ------------------------------ | -------------------------------- | ---- |
| 1 | "The Future"              | Leonard Cohen                  | Leonard Cohen                    | 6:41 |
| 2 | "Waiting for the Miracle" | Leonard Cohen, Sharon Robinson | Leonard Cohen, Yoav Goren        | 7:43 |
| 3 | "Be for Real"             | Frederick Knight               | Steve Lindsey                    | 4:32 |
| 4 | "Closing Time"            | Leonard Cohen                  | Leonard Cohen, Leanne Ungar      | 5:59 |
| 5 | "Anthem"                  | Leonard Cohen                  | Leonard Cohen, Rebecca De Mornay | 6:09 |
| 6 | "Democracy"               | Leonard Cohen                  | Leonard Cohen, Steve Lindsey     | 7:13 |
| 7 | "Light as the Breeze"     | Leonard Cohen                  | Leonard Cohen, Bill Ginn         | 7:17 |
| 8 | "Always"                  | Irving Berlin                  | Steve Lindsey                    | 8:04 |
| 9 | "Tacoma Trailer"          | Leonard Cohen                  | Bill Ginn                        | 5:57 |